# Lush Life (Zara Larsson)
Lush Life è un singolo della cantante svedese Zara Larsson, pubblicato il 5 giugno 2015 in Svezia e il 9 giugno 2015 nel resto del mondo come primo estratto dal secondo album in studio So Good.
È stato candidato per il Grammis alla canzone dell'anno.

## Accoglienza
Harriet Gibsone per The Guardian ha definito Lush Life come un brano «fastiodiosamente orecchiabile».

## Video musicale
Tre video sono stati pubblicati per il brano: il primo, è stato pubblicato esclusivamente per il mercato svedese e diretto da Måns Nyman, già responsabile alle riprese di Bad Boys, brano della cantante. Il video vede quest'ultima ballare di fronte a uno sfondo bianco, in cui si possono notare delle scene in cui si corica mentre porta degli occhiali da sole e usa un telefono a disco.
La seconda versione del video, invece, è una riedizione del primo con l'aggiunta della colorizzazione ed effetti visivi, pubblicato per il mercato internazionale.
Il terzo videoclip, diretto da Mary Clerté, è stato realizzato per il mercato statunitense e reso disponibile il 5 luglio 2016. Il video ritrae la cantante ballare in vari set a colori a pastello. Alcune sequenze presentano ballerini e un interesse d'amore da parte di Eyal Booker, concorrente della 4ª serie di Love Island.

## Tracce
Testi e musiche di Emanuel Abrahamsson, Markus Sepehrmanesh, Linnea Södahl, Fridolin Walcher, Christoph Bauss e Iman Conta Hulten.
Download digitale, streaming
1. Lush Life – 3:21

Download digitale, streaming – Remixes EP
1. Lush Life (Zac Samuel Remix) (Extended) – 5:17
2. Lush Life (Alex Adair Remix) – 5:34
3. Lush Life (French Braids Remix) (Extended) – 3:24
4. Lush Life (Zac Samuel Dub Remix) (Extended) – 5:00

Download digitale, streaming – Zac Samuel Remix
1. Lush Life (Zac Samuel Remix) (Extended) – 5:17

Download digitale, streaming – Tinie Tempah Remix
1. Lush Life (feat. Tinie Tempah) – 3:20
2. Lush Life (feat. Tinie Tempah) (Dancehall Remix) – 3:23

Download digitale, streaming – Acoustic
1. Lush Life (Acoustic) – 3:22

CD
1. Lush Life – 3:22
2. Lush Life (Alex Adair Remix) – 3:34

Download digitale, streaming – Retro Version
1. Lush Life (Retro Version) – 3:13

## Formazione
Hanno partecipato alle registrazioni, secondo le note di copertina:
- Zara Larsson – voce
- Freedo – produzione, missaggio
- Shuko – produzione, missaggio
- Email – produzione vocale
- Mack – produzione vocale
- Björn Engelmann – mastering

## Successo commerciale
Lush Life ha trascorso cinque settimane consecutive in cima alla classifica compilata dalla Sverigetopplistan, diventando il secondo singolo numero uno della cantante in madrepatria, dopo Uncover.
Nel Regno Unito ha debuttato all'88ª posizione della Official Singles Chart nella settimana del 14 gennaio 2016. Due settimane dopo è salito al numero 40 grazie a 12 333 unità di vendita. La settimana seguente ha raggiunto la 27ª posizione, totalizzando 17 749 unità. Durante la sua sesta settimana è salito fino alla posizione numero 16 e ha venduto 27 489 unità. Nella pubblicazione del 25 febbraio 2016, il brano ha fatto la sua ascesa alla 9ª posizione con 37 241 unità, divenendo la seconda top ten della cantante in quattro mesi da Never Forget You. Nella sua settima settimana consecutiva di salita ha raggiunto la 4ª posizione ed ha incrementato le proprie vendite a 51 951, divenendo la posizione più alta raggiunta dall'interprete ad allora. Dopo aver mantenuto la medesima posizione per una seconda settimana consecutiva, ha raggiunto un picco di 3, avendo accumulato 56 689 vendite. Ha trascorso un totale di tredici settimane in top ten e, a fine anno, è risultato il 6º brano più venduto con 1 160 000 unità distribuite in territorio britannico e il 7º più riprodotto sulle piattaforme di streaming.
Negli Stati Uniti, invece, dopo aver trascorso ben ventisette settimane nella Bubbling Under Hot 100, ha debuttato alla 97ª posizione della classifica statunitense a luglio 2016, raggiungendo eventualmente il 75º posto nella pubblicazione del 20 agosto 2016.

## Classifiche

### Classifiche settimanali
| Classifica (2015-23) | Posizione massima |
| -------------------- | ----------------- |
| Australia            | 4                 |
| Austria              | 4                 |
| Belgio (Fiandre)     | 2                 |
| Belgio (Vallonia)    | 11                |
| Canada               | 53                |
| Croazia              | 12                |
| Danimarca            | 2                 |
| Estonia              | 178               |
| Finlandia            | 6                 |
| Francia              | 16                |
| Germania             | 4                 |
| Irlanda              | 2                 |
| Italia               | 20                |
| Lussemburgo          | 4                 |
| Norvegia             | 2                 |
| Nuova Zelanda        | 8                 |
| Paesi Bassi          | 3                 |
| Polonia              | 3                 |
| Portogallo           | 15                |
| Regno Unito          | 3                 |
| Repubblica Ceca      | 6                 |
| Russia               | 7                 |
| Slovacchia           | 2                 |
| Slovenia             | 12                |
| Spagna               | 8                 |
| Stati Uniti          | 75                |
| Svezia               | 1                 |
| Svizzera             | 3                 |
| Ucraina              | 20                |
| Ungheria             | 6                 |

### Classifiche di fine anno
| Classifica (2015) | Posizione |
| ----------------- | --------- |
| Danimarca         | 19        |
| Germania          | 56        |
| Paesi Bassi       | 36        |
| Polonia           | 42        |
| Svezia            | 11        |
| Ungheria          | 94        |
| Classifica (2016) | Posizione |
| Australia         | 30        |
| Austria           | 57        |
| Belgio (Fiandre)  | 88        |
| Belgio (Vallonia) | 52        |
| Croazia           | 12        |
| Danimarca         | 75        |
| Francia           | 30        |
| Germania          | 54        |
| Italia            | 35        |
| Nuova Zelanda     | 20        |
| Paesi Bassi       | 47        |
| Regno Unito       | 6         |
| Russia            | 24        |
| Slovenia          | 45        |
| Spagna            | 19        |
| Svezia            | 42        |
| Svizzera          | 22        |
| Ucraina           | 103       |
| Ungheria          | 10        |
| Classifica (2017) | Posizione |
| Russia            | 165       |

### Classifiche di fine decennio
| Classifica (2010-19) | Posizione |
| -------------------- | --------- |
| Regno Unito          | 63        |